# Metoncholaimus demani
Metoncholaimus demani is een rondwormensoort uit de familie van de Oncholaimidae. De wetenschappelijke naam van de soort is voor het eerst geldig gepubliceerd in 1894 door Zur Strassen.